# 十一面體
在幾何學中，十一面體（英語：Hendecahedron）是指具有十一個面的多面體。沒有任何十一面體是正十一面體，也就是說找不到面由正多邊形組成且每個面全等、每個角相等的十一面體。

## 命名
十一面體的英文是Hendecahedron，其命名方式為Hen-代表一，deca代表十，然後結合多面體字尾-hedron，就得到十一面體Hendecahedron。

## 常見的十一面體
在所有凸十一面體中，包含鏡射像共有440,564種拓樸結構明顯差異的凸十一面體。拓樸結構有明顯差異意味著兩種多面體無法透過移動頂點位置、扭曲或伸縮來相互變換的多面體，例如五角錐柱和九角柱無論如何變形都無法互相變換，因此拓樸結構不同，但九角柱和九角錐台可以透過伸縮其中一個九邊形面來彼此互換，因此三角柱和三角錐台在拓樸上並無明顯差異。
常見的十一面體有錐體和柱體、部分的詹森多面體和半正多面體，此處的半正多面體並非阿基米德立體，而是正九角柱。
其他十一面體還有九角柱、十角錐、正五角錐反角柱的對偶、雙對稱十一面體等多面體，其中雙對稱十一面體可以密鋪空間。

### 三角罩帳

正三角罩帳

三角罩帳是指以三角形為底的罩帳，是一種十一面體，由1個三角形頂面、1個六邊形底面、3個五邊形側面和6個三角形側面組成，共有11個面、21條邊和12個頂點，其中頂面的三角形與底面的六邊形互相平行，側面的三角形與五邊形交錯地圍繞軸分佈在周圍。
以正三角形為底的三角罩帳稱為正三角罩帳，其僅有頂面和底面為正多邊形，分別為頂面的正三邊形和底面的正六邊形，側面可能可以存在正三角形或存在正五邊形，但有正三角形面時，五邊形最多僅能是等邊不等角的非正五邊形；有正五邊形面時，三角形會出現等腰三角形，故不屬於詹森多面體。唯一屬於詹森多面體的罩帳僅有正五角罩帳。
正三角罩帳的對稱群為C3v群，階數為6階。

### 截半三角柱

截半三角柱的旋轉動畫

在幾何學中，截半三角柱是指經過截半變換後的三角柱，是一種十一面體，其側面是正方形、底面是正三角形，另外還有6個等腰三角形面。
截半三角柱可由三角柱將邊的中點當作新的頂點，舊的頂點消失，來構造，換句話說，即是用三角柱由一條棱斬到另一條棱的中點（即斬去三角柱的頂點，但不是截角）而成。
其具有D3h二面體群的對稱性。

### 詹森多面體
在十一面體中，有3個是詹森多面體，它們分別為:正五角錐柱、二側錐三角柱、側錐六角柱。
| 名稱         | 種類             | 圖像 | 編號 | 頂點 | 邊 | 面 | 面的種類                          | 對稱性          | 展開圖 |
| ------------ | ---------------- | ---- | ---- | ---- | -- | -- | --------------------------------- | --------------- | ------ |
| 正五角錐柱   | 角錐柱           |      | J9   | 11   | 20 | 11 | 5個正三角形 5個正方形 1個正五邊形 | C5v, [5], (*55) |        |
| 二側錐三角柱 | 錐體與柱體的組合 |      | J50  | 8    | 17 | 11 | 10個正三角形 1個正方形            | C2v             |        |
| 側錐六角柱   | 錐體與柱體的組合 |      | J54  | 8    | 17 | 11 | 4個正三角形 5個正方形 2個六邊形   | C2v             |        |

### 九角柱

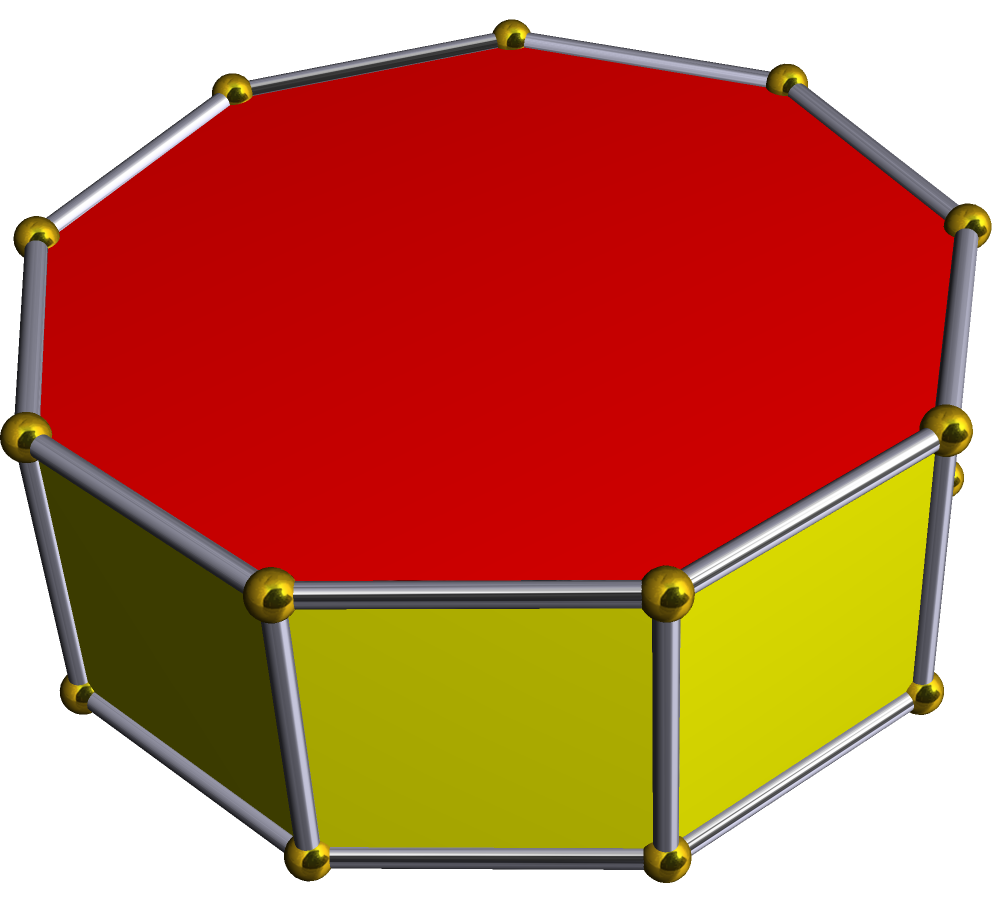
正九角柱

九角柱是一種底面為九邊形的柱體，是十一面體的一種，由11個面、27條邊和18個頂點組成，對偶多面體為雙九角錐。正九角柱代表每個面都是正多邊形的九角柱，其每個頂點都是2個正方形和1個九邊形的公共頂點，因此具有每個角等角的性質，可以歸類為半正十一面體。而頂點都是2個正方形和1個九邊形的公共頂點的這種頂角，在頂點圖中以{\displaystyle 4{.}4{.}9}表示。正九角柱在施萊夫利符號中可以利用{9}×{} 或 t{2, 9}來表示；在考克斯特—迪肯符号中可以利用來表示；在威佐夫符號中可以利用2 9 | 2來表示；在康威多面體表示法中可以利用P9來表示。若一個正九角柱底邊的邊長為{\displaystyle s}、高為{\displaystyle h}，則其體積{\displaystyle V}和表面積{\displaystyle S}為：
{\displaystyle V={\frac {9hs^{2}\cot {\frac {\pi }{9}}}{4}}\approx 6.18182hs^{2}}
{\displaystyle S=9s\left(h+{\frac {1}{2}}s\cot {\frac {\pi }{9}}\right)\approx 9s\left(h+1.37374s\right)}

### 十角錐
十角錐是一種底面為十邊形的錐體，是十一面體的一種，由11個面、20條邊和11個頂點組成，其對偶多面體是自己本身。正十角錐是一種底面為正十邊形的十角錐。若一個正十角錐底邊的邊長為{\displaystyle s}、高為{\displaystyle h}，則其體積{\displaystyle V}和表面積{\displaystyle S}為：
{\displaystyle V={\frac {5{\sqrt {5+2{\sqrt {5}}}}}{6}}hs^{2}\approx 2.56474hs^{2}}
{\displaystyle S={\frac {5s\left({\sqrt {4h^{2}+\left(5+2{\sqrt {5}}\right)s^{2}}}+{\sqrt {5+2{\sqrt {5}}}}s\right)}{2}}\approx 2.5s\left({\sqrt {4h^{2}+9.47214s^{2}}}+3.07768s\right)}

### 十一面體列表
| 名稱               | 種類              | 圖像 | 符號              | 頂點 | 邊 | 面 | χ | 面的種類                                                | 對稱性                       | 展開圖 |
| ------------------ | ----------------- | ---- | ----------------- | ---- | -- | -- | - | ------------------------------------------------------- | ---------------------------- | ------ |
| 九角柱             | 稜柱體            |      | t{2,9} · {9}x{} · | 18   | 27 | 11 | 2 | 2個九邊形 9個矩形                                       | D9h, [9,2], (*922), order 36 |        |
| 十角錐             | 稜錐體            |      | ( )∨{10}          | 11   | 20 | 11 | 2 | 1個十邊形 10個三角形                                    | C10v, [10], (*10 10)         |        |
| 五角錐柱           | 角錐柱 詹森多面體 |      | P5+Y5             | 11   | 20 | 11 | 2 | 5個三角形 5個正方形 1個五邊形                           | C5v, [5], (*55)              |        |
| 五角錐台錐         | 截角雙錐          |      |                   | 11   | 20 | 11 | 2 | 1個五邊形 5個梯形 5個三角形                             | C5v, [5], (*55)              |        |
| 三角罩帳           | 罩帳              |      |                   | 12   | 21 | 11 | 2 | 1個三角形頂面 1個六邊形底面 3個五邊形側面 6個三角形側面 | C3v, [3], (*33), order 6     |        |
| 截頂角五方偏方面體 | 截頂角偏方面體    |      |                   | 16   | 25 | 11 | 2 | 1個五邊形底面 5個五邊形側面 5個鷂形側面                 | C5v, [5], (*55)              |        |
| 截半三角柱         |                   |      |                   | 9    | 18 | 11 | 2 | 2個三角形 3個正方形 6個等腰三角形                       | D3h, [3,2], (*322), order 12 |        |
| 截半雙三角錐       |                   |      |                   | 9    | 18 | 11 | 2 | 3個正方形 8個三角形                                     | D3h, [3,2], (*223) order 12  |        |
| 雙對稱十一面體     | 空間充填多面體    |      |                   | 11   | 20 | 11 | 2 | 4個箏形 2個菱形 4個等腰三角形 1個正方形                 |                              |        |

## 在化學中
在化學中，將十八面體硼烷離子([B11H11]2−)的氫全部去掉後，可以得到一個結構，它是十八面體，再將每個硼原子做垂直於重心到硼原子的面，可構造成新的多面體，即為十八面體硼烷結構的對偶多面體，也是十一面體之一。

## 雙對稱十一面體
雙對稱十一面體（Bisymmetric Hendecahedron）是十一面體的一種多面體
柏拉圖和阿基米德立體，只有少數可以密鋪於空間，也就是說堆砌在一起，不留空隙，以填補空間。Guy Inchbald描述了一個有趣的多面體，可以以令人驚訝的方式利用11面體完成空間的密鋪。
| 圖像 | 旋轉動畫 | 展開圖 |
| ---- | -------- | ------ |
|      |          |        |

曾有人提出一個十一面體，它的面數和頂點數是相同的，經過扭曲後，會得到不同的特性。最對稱的自身對偶十一面體是雙對稱十一面體，它之所以會稱為雙對稱是因為它有兩個對稱面。